# Ліван на зимових Олімпійських іграх 1972
Ліван брав участь у Зимових Олімпійських іграх 1972 року у Саппоро (Японія) усьоме за свою історію, але не завоював жодної медалі.